# Albandi
Albandi es una parroquia asturiana del concejo de Carreño, en el norte de España. Tiene una población de 714 habitantes según el INE de 2021, repartidos en una superficie de 1,82 km² por lo que es la parroquia más pequeña del concejo. Limita al norte con el mar Cantábrico, al sur y al este con la parroquia de Carrió y al oeste con las de Perlora y Prendes.

## Entidades de población
Comprende los lugares de:
- Barreres
- Caicorrida
- Calera
- El Convento
- La Granda
- Monte Calera (El Monte Calera)
- Monte Morís (El Monte Morís)
- La Peruyera (La Peruyal)
- Rica (La Rica)
- La Xana
- Xivares (Xibares)
- El Poblao
- El Pontón

## Lugares de interés
En esta parroquia se levanta la Iglesia de Santiago de Albandi, llamada de Turón hasta bien entrado el siglo XVII. Es una típica iglesia rural de nave única, con capillas a los lados. Las fachadas sur y este están porticadas. En el interior, la imagen de Santiago Peregrino ha sustituido a la antigua de Santiago Matamoros.
En las cercanías podemos visitar las playas de Xivares, Peña María y Aboño. Celebra la festividad de Santiago el 25 de julio.

## Transporte
La parroquia se encuentra comunicada con Candás y Gijón a través de las carreteras AS-118 y AS-388, cruzando la parroquia además la carretera comarcal CE-4. Cuenta también con servicio regular de autobús y con un apeadero de la línea de cercanías C-4 que une Gijón con Cudillero, situado en Xivares.

## Residentes ilustres
- Margarita Landi, periodista madrileña